# ベレッタCx4
ベレッタCx4（英: Beretta Cx4）は、イタリアのベレッタ社により、民間市場および法執行機関向けに開発された自動小銃である。カテゴリーこそ自動小銃に位置するものの、実包はライフル弾ではなくピストル弾を使用する。Stormファミリーで最初に発表された。デザイナーはベレッタ9000Sも担当したジョルジェット・ジウジアーロ。前述の通り、民間市場および法執行機関向けの銃であるため、フルオート（連射）機能はMx4を除き、初めから無い。

## 概要
Cx4 Stormは、ベレッタ社が販売する自動拳銃との共用を目的として開発された。そのため、同社の92/96/98やM8000シリーズ、そして、同じStormファミリーであるPx4のマガジンに合わせた8モデルが存在する。冷間鍛造により造られた16.6インチバレルにはクロムメッキ処理が施され、腐食への耐久性などが向上した。デザイン上、全体がやわらかになっているのは威圧感を軽減するためである。

## バリエーション
Cx4の「C」は「Caliber（口径）」（「カービン」の意味も含めていると思われる）、「x4」は「4種類」を意味し、その名の通りバレル、ボルト、マガジンアダプターを交換するだけで4種類の弾薬を使用することができる。また、排莢方向も分解すればすぐに左右の入れ替えが可能である。
9x19mmモデル
Px4シリーズ・92・M8000に対応した3モデル。
9x21mm IMIモデル
98に対応した1モデル。イタリアでは民間人は9x19mm弾を使用できないので、9x21mm IMI弾を使用する。
.40S&Wモデル
Px4シリーズ・96・M8040に対応した。

## 登場作品

### ゲーム
『WarRock』
「Cx4Storm」という名前で登場。サブマシンガン系で唯一ダットサイトが使える。フルオート。現在は課金アイテムのSpecial Weapon Boxの景品として入手可能。
『ゴーストリコン アドバンスウォーファイター2』
プレイヤーの使用する銃器として登場。4.6x30mm弾を使用し、セミ・バースト・フル3段階の発射モードを持つ。また、名称はCx4 Stormだが本体はMx4 Stormである。
『コール オブ デューティ ブラックオプス3』
「VMP」の名称で近代化改修を施したものが登場する。
『バトルフィールドシリーズ』
『BF4』
工兵の初期武器として「MX4」の名称で登場。レートが高く、近距離では高い火力を誇る。
『BFH』
メカニックの武器として「MX4」の名称で登場。近距離火力に優れ低反動、更に装弾数も拡張マガジンで36発と多く、バランスのいい武器。

『レインボーシックス シージ』
DLC第9弾「OPERATION PARA BELLUM(オペレーション・パラベラム)」で登場した防衛オペレーター「アリバイ」の武器として登場。低反動高レート低ダメージ。